# Палеобалкански језици
 Палеобалкански језици су различити изумрли индоевропски језици који су говорени на простору Балканског полуострва у античкој доба. Хеленизација, романизација и словенизација на балканском подручју узроковале су да су једини савремени насљедници модерни грчки језик, који поријекло води од старогрчког, и албански, који је еволуирао из палеобалканског језика, да ли илирског, трачког или дакијског или неког другог сличног говора.

## Језици
Антички грчки и римски писци биљеже да се на Балканском полуострву говоре сљедећи језици, поред грчког:
- Старомакедонски језик (?)[4][5]
- Дачки језик
- Илирски језици
- Либурнски језик
- Месапски језик
- Мизијски језик
- Пеонски језик
- Трачки језик

Иако су сви ови језици дио шире индоевропске језичке породице, међусобна веза између њих је непозната. Класификација језика који су говорени у региону је озбиљно отежана, јер су извори веома оскудни. Штавише, многи појединци су објавили студије о овим језицима које имају снажне националистичке интересе, а што може угрозити научну вриједност њиховог рада. На примјер, током првог десетљећа 21. вијека Македонска академија наука и умјетности је промовисала обману да је египатско демотско писмо на Камену из Розете писано раним словеним идионимом, сродно данашњем македонском, а то је био изворни језик античких Македонаца.

## Хипотеза о подгрупама
Илирски је група познатих индоевропских језика чија је повезаност са другим индоевропским језицима, као и са језицима палеобалканске групе, од којих многе могу бити изданци илирског, слабо схваћена због недостатка података и још се испитује. Илирски језици се често сматрају кентумским дијалектима, али се ово не потврђује јер постоје назнака сатемизације. Данас, главни извори ауторитативних информација о илирском језику састоји се од неколико илирских ријечи цитираних у класичним изворима, као и у бројним примјерима илирских антропонима, етнонима, топонима и хидронима.
Груписање илирског са месапским је предлагано већ један вијек, али то остаје непотврђена хипотеза. Теорија је заснована на класичним изворима, археологији, као и на ономастичким разматрањима. Месапска материјална култура има бројне сличности са илирском материјалном културом. Поједини месапски антропоними су веома блиски илирским еквивалентима.
Груписање илирског са венетским и либурнским, који је говорен на подручју сјевероисточне Италије и Либурније, такође је предложено. Сада постоји консензус да је илирски био потпуно другачији од венетског и либурнског, али блиски језички однос није искључен и још се истражује.
Друга хипотеза предлаже груписање илирског са дакијским и трачким у трачко-илирску грану, а конкурентна хипотеза предлаже уклањање илирског из дако-трачке групе у корист мизијског. Класификација самог трачког је несигурна.
Мјесто пенијског остаје нејасно. У проучавању пенијског није утврђено много тога, а поједини лингвисит не препознају подручје пенијског као одвојено од илирског или трачког. Класификација старомакедонског и његова веза са грчким је такође предмет истраживања, са чврстим изворима који указују да је старомакедонски заправо варијација дорског грчког, али постоји и могућност 
да су само повезани преко мјесног језичког савеза.
Фригијски, с друге стране, сматра се да је највјероватније уско повезан са грчким.

## Албански
Албански језик се сматра тренутни лингвистичким консензусом који се развио из негрчких, античких индоевропских језика региона. Поједини научници вјерују је изведен из илирског, док други сматрају да своје коријене има у трачког језику.

## Савремене студије
Савремене студије показују да тврње о блискости грчког и фригијског са јерменским нису потврђене у језичком материјалу.